# Макара
Макарата е един от шестте прости механизми. Тя е разновидност на лоста. Съставена е от колело, около което преминава въже, ремък или верига, най-често с жлеб, служещ да ги придържа едно към друго. Макарата може да се върти около ос, която минава през центъра на колелото. Система от 2 или повече макари, работещи заедно, се нарича полиспаст.
Макарите се използват за промяна на посоката на приложена сила с неподвижна макара или за извършване на дадена работа чрез прилагане на половин сила с подвижна макара. Макарите се използват и за навиване и съхраняване на различни влакна/конци или за работа с тях, например калерчето в шевната машина.